# Jägermeister
Ne doit pas être confondu avec Waldmeister.

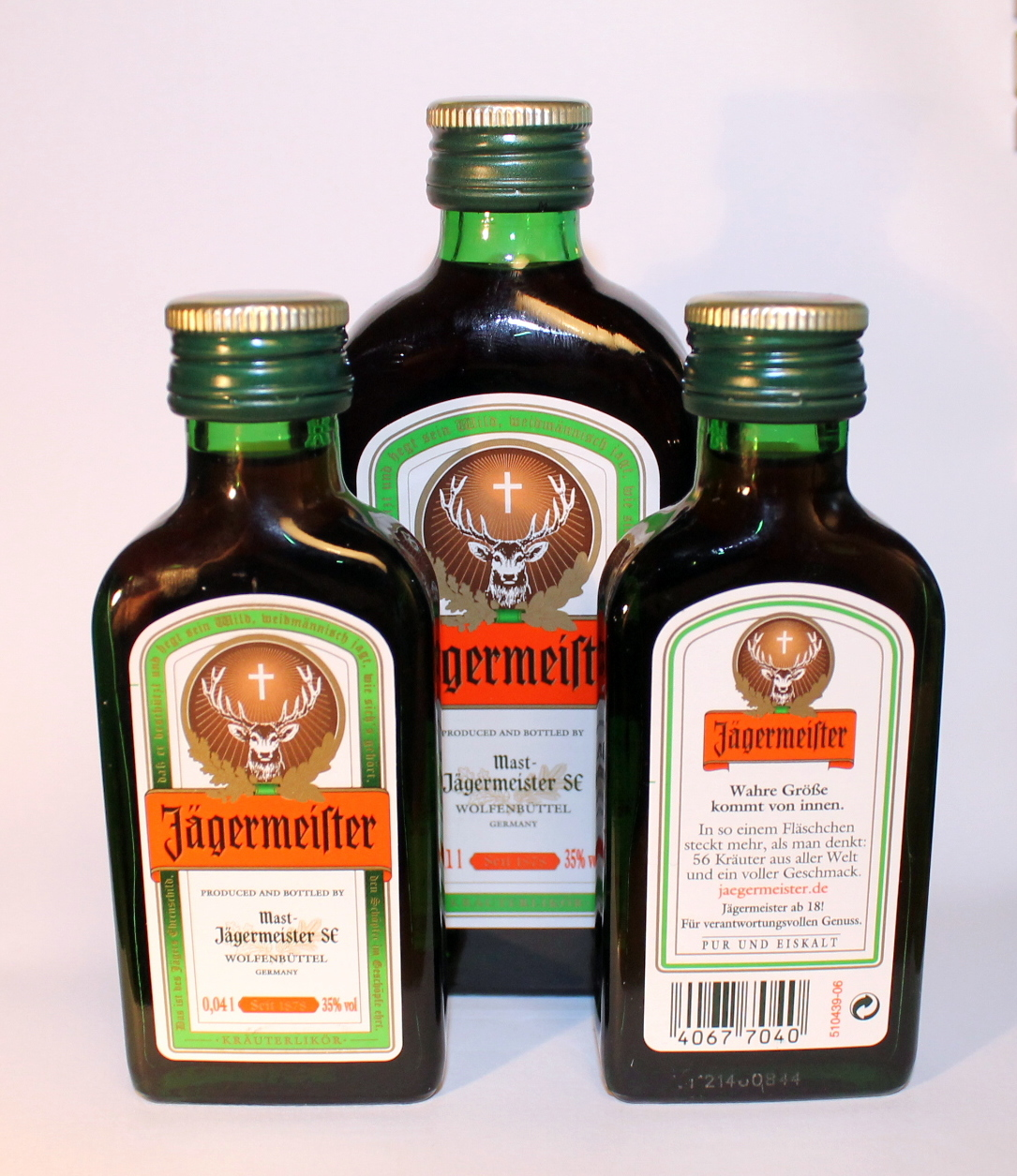
Mignonettes de Jägermeister

Jägermeister  (maître chasseur en allemand) est une marque commerciale allemande de liqueur propriété de Mast-Jägermeister SE. Cette boisson titrant 35° est à base de plantes aromatiques et médicinales.
Les 56 herbes qui entrent dans sa composition sont tenues secrètes.
Servie glacée, elle est habituellement consommée en shooter ou alors mélangée avec de la bière ou une boisson énergisante (Jägerbomb).

## Histoire
- 1934 : invention de la recette originelle par Curt Mast ; sa commercialisation intervient l'année suivante. La liqueur est présentée comme remède efficace contre la toux et les problèmes digestifs.
- Années 1970 : elle commence à s'exporter (aujourd'hui on la trouve dans près de 150 pays).
- 1973 : Jägermeister marque l'histoire du sport allemand en étant la première marque à offrir une publicité sur un maillot d'une équipe de football, l'Eintracht Braunschweig.

Parallèlement, la société Mast-Jägermeister tente d'introduire de nombreux nouveaux produits (dont un schnaps). Mais, au fil du temps, elle se recentre sur la fabrication de Jägermeister. Mast-Jägermeister continue néanmoins aujourd'hui encore la fabrication de la marque Schlehenfeuer, un alcool de prunelle réputé plus sucré que la Jägermeister.

## Fabrication
Selon les indications de son fabricant, la liqueur est composée de 56 plantes (à titre de comparaison, la Chartreuse en revendique 130 et la Bénédictine 27).
La recette intégrale est tenue secrète, mais la marque reconnaît l'utilisation déterminante des plantes suivantes :
- gingembre,
- cannelle,
- anis étoilé,
- cardamome verte,
- écorce d'orange.

Selon différentes sources, la liqueur contiendrait aussi entre autres de la réglisse, des clous de girofle, des fleurs de camomille, du safran, de la lavande, des baies d'églantier, de la coriandre, de la muscade, de l'achillée millefeuille, de la graine de paradis, du poivre, du bois de santal, des baies de genièvre, des graines de pavot, du ginseng…
Les plantes sont broyées et mises à tremper dans de l'alcool neutre et de l'eau pure, puis l'ensemble est laissé à macérer dans des fûts de chêne de 10 000 litres pendant un an au minimum. Avant l'embouteillage, on ajoute du sucre liquide, de l'eau pure (afin d'abaisser le degré d'alcool à 35°) et du caramel en guise de colorant.

## Marketing

### Publicité

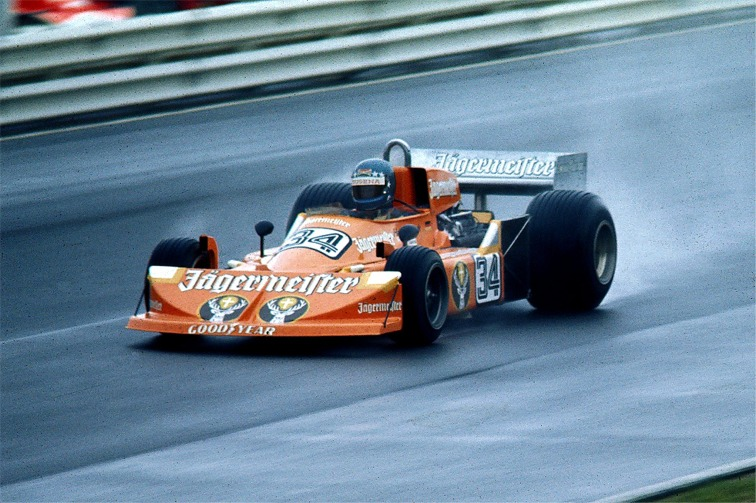
March 761 de Formule 1 en 1976 sponsorisée par la marque

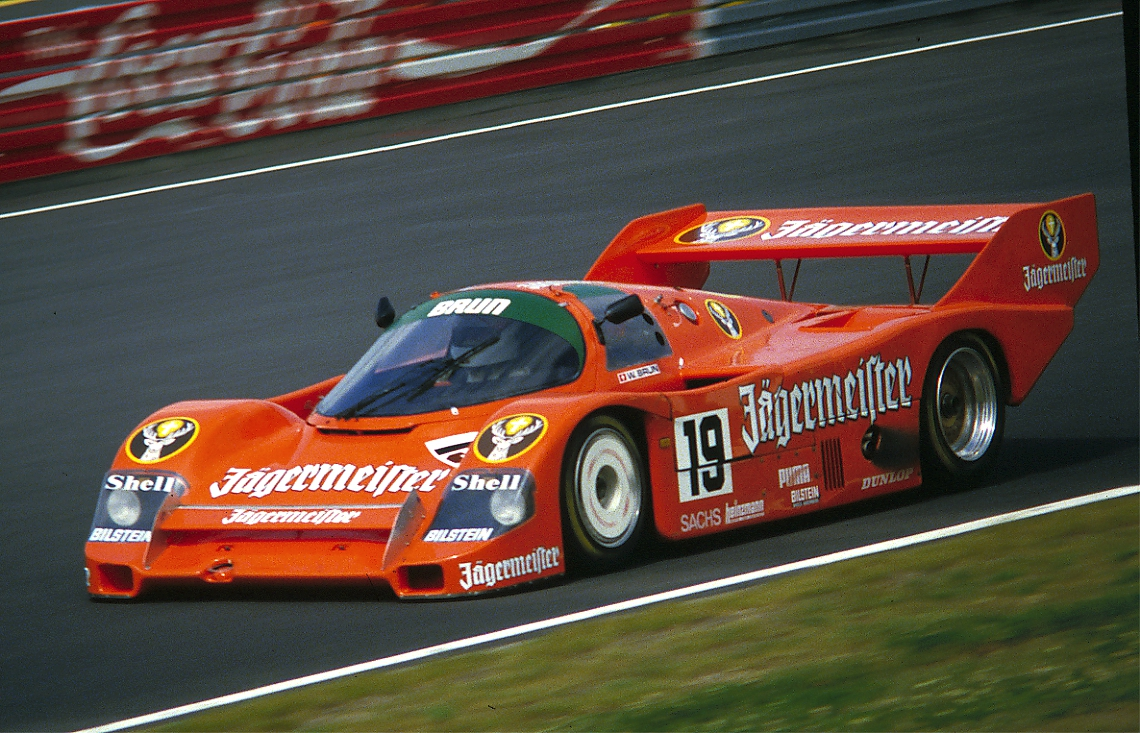
Porsche 956 en 1985 sponsorisée par la marque

L'image de la marque Jägermeister étant celle d'une boisson de personnes âgées, la société entame alors une campagne marketing agressive pour modifier celle-ci.
Au début des années 1990, la promotion assurée aux États-Unis par Sidney Frank la rend très populaire, aujourd'hui encore, Jägermeister est servi en tant que shooter ; on peut en consommer dans de nombreux bars à travers tout le pays.
Jägermeister investit aussi beaucoup le sport automobile : nombreuses furent les Porsche, Ford ou BMW qui arborèrent les couleurs orange frappées du célèbre logo.

### Logo

Logo de Jägermeister

Le logo de la marque représente une tête de cerf surmontée d'une croix rougeoyante entre ses bois. Cette croix est une référence à saint Hubert et à saint Eustache, saints patrons des chasseurs.
Un poème composé par Oskar von Riesenthal est imprimé sur la périphérie des étiquettes:
« „Das ist des Jägers Ehrenschild,
daß er schützt und hegt sein Wild,
weidmännisch jagt, wie sich's gehört,
den Schöpfer im Geschöpfe ehrt.” »
« Il en va de l'honneur du chasseur
de protéger et de préserver son gibier,
de chasser dans les règles de l'art

et, dans la créature, d'honorer le Créateur. »

## Dans la culture
- Lorsque Jägermeister a été introduit en 1935, son nom était déjà familier aux Allemands, qui le surnommaient parfois « Göring-Schnaps », en raison d'un des titres d'Hermann Göring, Reichsjägermeister[5].
- En 1996, le groupe de punk Die Toten Hosen sort le tube Zehn kleine Jägermeister dont le clip fait explicitement référence à la liqueur.
- Dans la série américaine Friends dans l'appartement de Joey et Chandler sur le frigo ou sur l'évier de cuisine vous verrez à plusieurs reprises la fameuse bouteille.
- Dans un épisode de Futurama (Saison 6, épisode 13) "The Futurama Holiday Spectacular", Leela dit que le crash des abeilles lui rappelle "le meeting aérien de Jägermeister", en référence à l'accident de Ramstein. Dans l'épisode 10, saison 1, Bender boit un cocktail Jägermeister-Pennzoil au bar du Titanic 2, servi par iZac (référence à La Croisière s'amuse).

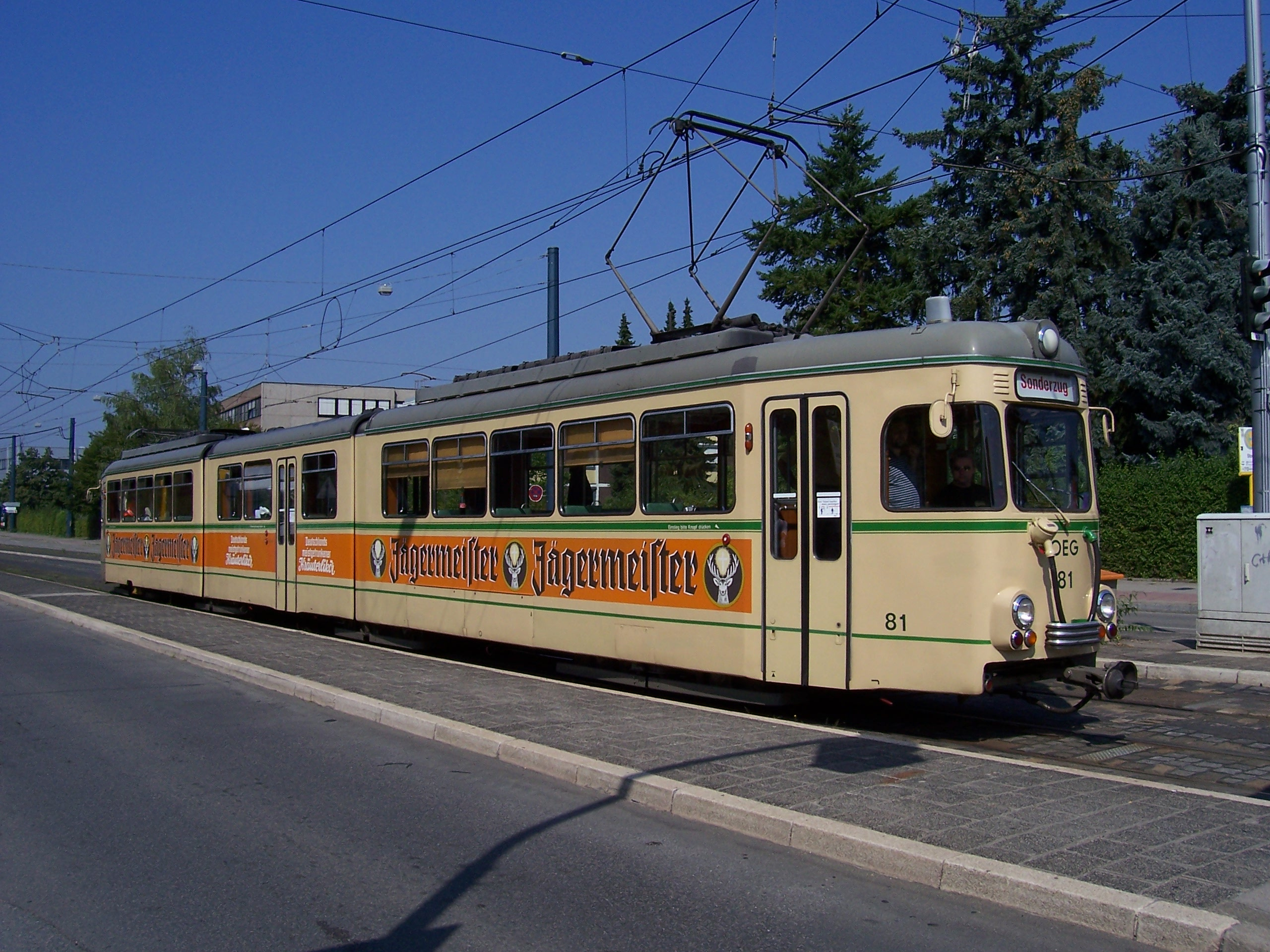
Un tramway décoré aux couleurs de Jägermeister à Heidelberg, Bade-Wurtemberg, Allemagne.

- Dans un épisode des Simpson (Saison 23, épisode 7) intitulé "Homer homme d'affaires" Homer se sert un verre de bourbon, bourbon qu'il trouve sur un bar sur lequel est présent une bouteille de Jägermeister.
- Dans la série américaine Modern Family (saison 1, épisode 14), Alex Dunphy rapporte des bouteilles vides dans la maison familiale, et son père explique alors à son petit frère ce qu'est une bouteille de Jägermeister.
- Kerry King, du groupe Slayer, adore le Jägermeister. Il a par ailleurs participé au Jägermeister Musictour[6].
- Tommy Lee, du groupe Mötley Crüe, fait une apologie du Jägermeister dans son autobiographie "Tommyland", vantant ses mérites et sa présence dans la plupart de ses cocktails "maison".
- Le groupe de punk rock Californien The Offspring fait référence au Jägermeister dans la chanson intitulée "Spare Me The Details" dans l'album Splinter de 2003.
- On retrouve également une référence directe à la liqueur dans le film Very Bad Trip (The Hangover), lorsque les 4 acolytes partagent un verre sur le toit du César Palace.
- L'artiste Furax Barbarossa y fait allusion dans le titre "Le Chant des Hommes Saouls " extrait de l'album Testa Nera.
- En 2004, le groupe de Rock anticommuniste américain Bound for Glory fait référence au Jägermeister dans la chanson intitulée No more jagermeister ! dans l'album Glory Awaits sortie en 2004.
- En 2007, dans la scène du bar du film Boulevard de la mort  ("Death proof") de Q. Tarantino, le personnage joué par Eli Roth propose à son acolyte de servir à un groupe de jeunes femmes des "Jäger shots" (littéralement des verres de Jägermeister) dans l'espoir de les "lever" plus facilement.
- En 2008, dans la série Sons of Anarchy (saison 1, épisode 13), des bouteilles apparaissent en arrière-plan dans le bar des Niners.
- En 2008, le groupe de pirate metal Alestorm fait référence à cette boisson dans le morceau The Huntmaster, sur l'album Captain Morgan's Revenge. De plus, le poème composé par Oskar von Riesenthal est chanté à la fin du morceau.
- En 2009, le groupe de folk metal Trollfest intitule un titre « Der Jägermeister » sur leur 3e album « Villanden »
- Le groupe Psychostick a nommé une de ses chansons " Jagermeister Love Song" sur l'album "We Couldn't Think Of A Title".
- En 2009, le DJ Tocadisco nomma "2 Many Shots of Jägermeister" un de ses morceaux, il sera ensuite remixé par plusieurs autres artistes.
- Dans sa vidéo sur Titanic, the Legend Goes On, le Nostalgia Critic utilise du Jägermeister dans un de ses gags[7].
- Le groupe brestois Thrashington DC fait explicitement référence à cette boisson dans son morceau Jägermeister Army.
- Le rappeur Eminem fait aussi référence à cette boisson dans le titre So Bad de l'album Recovery.
- En 2010 le groupe de goregrind Rompeprop fait apparaître une bouteille sur la pochette de son album GARGLE CUMMICS.
- En 2011, le groupe de rap rock américain Hollywood Undead fait référence au Jägerbomb dans le refrain de sa chanson Comin' in Hot.
- En 2012, dans le film 16 ans ou presque, la bouteille apparaît en arrière-plan dans le bureau du professeur Berna.
- En 2012, le groupe de death metal italien Natron (de) sort l'album Grindermeister, en référence à la liqueur, la pochette de l'album reprend la police d'écriture et le logo de la marque y est revisité.
- En 2013, le groupe de Metalcore japonais Crossfaith a créé Jägerbomb, une chanson et un vidéo clip extraient de l'EP Zion et qui fait explicitement référence à la liqueur.
- En 2013, dans le film Face à face, les deux personnages principaux incarnés par John Travolta (chasseur) et Robert De Niro (son gibier) s'échangent quelques verres de la fameuse liqueur, Travolta récite la traduction allemande du texte inscrit sur la bouteille[8].
- Dans la série How I Met Your Mother (Saison 3, épisode 18), une bouteille est présente sur une étagère dans l'appartement de Ted et Marshall[9].
- En 2013, Left Boy fait référence à la liqueur dans son morceau Sunday Morning Chillin "The jägermeister bills".
- Dans la saison 3 (épisode 8) de l'émission de tatouages Ink Master une épreuve est réalisée autour de bouteilles de Jägermeister et deux participants gagnent une visite de la fabrique en Allemagne.
- En 2014, Legit (saison 2, épisode 3), la commande de Ramona au bar.
- En 2014, BoJack Horseman (saison 1, épisode 6), deux bouteilles traînent sur le sol du restaurant.
- En 2015, dans le film Comment c'est loin, Orelsan en achète dans une épicerie.
- En 2017, le duo de DJ Da Tweekaz crée un morceau dont le titre s'intitule Jägermeister, diffusé pour la première fois au festival de hardstyle QLIMAX